# Alla mina kamrater
Alla mina kamrater eller AMK var ett svenskt poddradioprogram som spelades in mellan juli 2012 och november 2015. Från början bestod poddradioprogrammet av ståuppkomikerna Martin Soneby, Fritte Fritzson och David Druid, som tidigare varit deltagare i Till slut kommer någon att skratta. I slutet av 2013 lämnade David Druid programmet som återkommande medlem och ersattes av Nisse Hallberg och David Sundin.
Ett nytt avsnitt på 45-90 minuter släpptes varje vecka, vanligtvis på tisdagar eller onsdagar. TV-priset Skämskudden skapades efter diskussioner i programmet. Alla mina kamrater slutade bland annat sexa i kategorin "Bästa humor" i Svenska podradiopriset 2012  och tvåa i kategorin "bästa underhållning" 2015.

## Innehåll
Varje vecka avhandlades diverse olika ämnen så som nyheter, personliga anekdoter, sociala medier, barndomsminnen osv. Ibland förekom gäster i programmet, vanligtvis när någon av de ordinarie medlemmarna var frånvarande. Några återkommande gäster var bland annat Marcus Johansson, Linnéa Wikblad och Simon Gärdenfors.
Musiken som användes som vinjett sjungs av den norska sångerskan Anita Hegerland.
Loggan är ritad av serietecknaren Nanna Johansson.

## AMK Morgon
I april 2015 började gruppen även livesända en morgonshow över internet måndag till torsdag mellan klockan 7 och 9. Satsningen finansierades med hjälp av kickstarter och pågick i tio veckor. Under hösten startade AMK Morgon igen, den här gången finansierat med hjälp av patreon - en tjänst där lyssnare kan skänka valfritt belopp månadsvis. AMK Morgon sänds veckovis måndag till torsdag.
Morgonshowen hade i större utsträckning än poddradioprogrammet besök av gäster. Minst två profiler, oftast inom humor- eller musikbranschen, brukar medverka utöver medlemmarna i Alla Mina Kamrater. Återkommande gäster av morgonprogrammet är bland annat Julia Frej, Simon Gärdenfors och Kim W Andersson. Inslag av livemusik är också vanligt förekommande i programmet.
AMK Morgon använde sig i slutet av varje avsnitt av musik från musikvideo-serien "Guy on a Buffalo" av The Possum Posse.

## Kristoffer Svenssons utspel och upplösningen av AMK
Den 11 november 2015 gästades AMK Morgon av komikern Kristoffer Svensson. Dagen innan hade Aftonbladet publicerat en recension av hans och Nanna Johanssons fantasyroman Omänniskor. Kristoffer Svensson upplevde att recensionen riktat kritik mot Lilla drevet, en podcast Svensson då medverkade i, som görs i samarbete med just Aftonbladet. I ett samtal om recensionen med Alla Mina Kamraters Nisse Hallberg, Fritte Fritzson och Martin Soneby, samt komikern Simon Svensson, uttryckte Kristoffer Svensson grova hot mot Aftonbladets kulturchef Åsa Linderborg. Han uttalade också hot om våld mot recensenten Victor Malm som skrivit texten. Detta ledde senare till att Aftonbladet avbröt allt samarbete med Svensson med omedelbar verkan. Senare under samma vecka meddelade även Sveriges Radio och bokförlaget Rabén och Sjögren att de avbryter alla samarbeten med Svensson.
Svenssons utspel fick även konsekvenser för Alla mina kamrater. Komikerna bakom poddradioprogrammet kritiserades hårt efter avsnittet för att de inte tillräckligt tydligt tagit avstånd från Svenssons uttalanden. Efter detta valde Acast att säga upp sitt samarbete med podden.
Den 19 november 2015 meddelade Alla mina kamrater att de valt att upplösas som humorgrupp och sluta spela in poddradioprogrammet till följd av den kritik som avsnittet med Svenssons utspel medfört. Martin Soneby meddelade också att han fortsätter med morgonshowen på egen hand men att begreppet Alla mina kamrater inte kommer att finnas mer.